# Bellingham, Washington
Bellingham är en stad (city) i Whatcom County i delstaten Washington i USA. Staden hade 91 482 invånare, på en yta av 79,02 km² (2020). Den är belägen cirka 128 kilometer norr om Seattle och cirka 73 kilometer sydost om Vancouver i Kanada. Bellingham är administrativ huvudort (county seat) i Whatcom County.
Orten började bebyggas år 1852 och kallades Whatcom fram till 1891.